# Амальберга из Темсе
Амальберга из Темсе (Амальберга, Амелия; 741, Ардем — 772, Темсе, Бельгия) — святая Римско-католической Церкви, монахиня.

## Биография
Святая Амальберга родилась в 741 году в городе Ардем возле Люксембурга. В раннем возрасте поступила в бенедиктинский монастырь возле города Билзен. Её красота и духовные добродетели привлекли франкского короля Пипина Короткого и его сына Карла, будущего императора Карла Великого, который в течение нескольких лет приезжал к ней в надежде, что она покинет монастырь. Однако Амальберга осталась верна своему монашеском призванию.
Святая Амальберга основала церковь Святой Марии Девы в городе Темсе.
Святая Амальберга изображается в иконографии держащей Библию и распятие; возле её ног располагается рыба. Святую Амальбергу из Темсе не следует путать со святой Амальбергой Мобёжской.
День памяти в Католической церкви — 10 июля.

## Ссылка
- St. Amalberga Архивная копия от 29 октября 2009 на Wayback Machine // Catholic Encyclopedia  (англ.)